# Куш Володимир
Куш Володимир (нар.1965) — російський художник та скульптор, аніматор, що працює в стилі сюрреалізм або, за його словами, «метафізичний реалізм».

## Біографія

### Дитинство, навчання та робота в Москві

Володимир Куш народився 1965 року у Москві, в дерев'яному будинку біля парку Сокольники. Любов до образотворчого мистецтва виникла у Куша досить рано — у 3-4 роки він почав малювати, а у 7 років вступив до художньої школи Краснопресненського району. Там він познайомився з творчістю великих художників Ренесансу, імпресіоністів та сучасників. Особливо цікавили його перші радянські авангардисти, в першу чергу легендарна художня група «Двадцять». Навчання в художній школі зайняло 10 років, після цього було продовження освіти в Строганівській академії.
Працювати у сюрреалістичному стилі Володимир почав ще в 14-річному віці. Значний вплив на нього виявив батько Іван Куш, що був математиком за фахом. Він пояснював сину, що той повинен цінувати невід'ємний зв'язок між математикою та мистецтвом та придавати особливе значення в роботі чітко окресленим предметам. Зневажливе відношення до форми відштовхнуло митця від інших популярних напрямків мистецтва, наприклад імпресіонізму.
У 14 років Володимир Куш намалював одну з перших своїх картин: шторм обрушується на острів в океані, пальми тремтять від вітру — і заявив рідним, що зобразив Гаваї, які пізніше він назве своєю «землею обітованою».
У 18 років Володимир йде до армії, де через шість місяців його бажають бачити працюючим у таких мирних цілях, як малювання пропагандистських плакатів.
У 1987 році митець почав брати участь у виставках, що були організовані об'єднанням художників, а також працюючи, як і більшість художників, на Арбаті. Йому пощастило намалювати портрети двох іноземців, одним з яких був доктор Вольф, медичний аташе американського посольства, який згодом запросив його у 1989 році в подорож до США, а у 1990 році це знайомство допомогло йому у отриманні візи до Штатів.

### США, Лос-Анджелес та Санта-Моніка
Перш ніж поїхати працювати до США, Володимир Куш влаштував виставку своїх робіт у німецькому місті Кобурзі, і навіть декілька з них продав.
Коли художник приїхав до Лос-Анджелесу, виявилось, що його посередник відмовився з ним співпрацювати. Володимир знайшов собі житло і повернувся до того, з чого починав працювати — з малювання портретів на вулицях. Грошей настільки не вистачало, що навіть автобусний квиток був розкішшю. Працювати він розпочав у Санта-Моніці — вдень малював портрети, а ночі проводив на лавках у місцевому сквері. Незважаючи на труднощі, Володимир Куш продовжував малювати та вперто йшов до своєї мети — у вільний час він ходив по галереям та віддавав свої роботи на комісію. Сюрреалізмом у той час ніхто особливо не захоплювався, і тому його роботи брали не надто охоче.

### Гонконг
У якийсь час справи Куша пішли вгору: у 1993 році дилер з Франції звернув увагу на оригінальність його робіт та організував йому виставку у Гонконзі. У 1995 році нова виставка у цій же державі у Галереї Образотворчого мистецтва принесла неабиякий успіх. Деякий час творчість митця мала досить непоганий успіх, але після приєднання Гонконгу до Китаю кількість клієнтів зменшилась.

### Москва
Наприкінці 1996 року Куш від'їжджає до Москви за певним, за його визначенням, «зарядом енергії». Він був виснаженим та пригніченим — шість років він провів у Америці, намагаючись продати свої роботи, і не мав певного результату. Куш згадує, що це був тяжкий для нього час, який можна порівняти лише зі службою у лавах російської армії. Недовгий час перебування зимою у Москві дійсно відіграло велику роль. Для Куша це був період реальної творчості, протягом якого він написав полотна, що зробили його ім'я знаним у галереях Сполучених Штатів. Взимку 1996 року Володимир мешкав та працював у невеличкій квартирці Москви. Він зауважив, що саме похмурі умови навкруги примушували його уяву працювати. Це було б неможливо, якби він щойно не повернувся з «божественних» Гаваїв. Живучи немовби в ув'язненні в у тісній кімнатці, Куш знайшов для своїх робіт нові ідеї та з головою поринув у роботу. За його словами, картини, які він створив тоді, були як ніколи «барвисті та повні життя».

### США, Мауї
Навесні, коли він повернувся на Мауї, він почав з низів. Роботи його до того часу продавалися стабільно. Куш представив їх в галереях в Lahaina, Гаваї і в Сіетлі на суд власників найбільших художніх галерей на Front Street, і вони відразу були зустрінуті з надзвичайним захопленням. Front Street — вулиця, що так полюбилася багатьом туристам,-славиться найбільшою в США концентрацією виставкових залів, де орендна плата порівнянна з нью-йоркськими розцінками. Близько сорока галерей роблять величезні гроші на більш ніж двох мільйонах достатньо багатих туристів, що приїжджають щороку на Мауї. Дізнавшись, що Celebrities Galler] на Front Street заробила більше мільйона доларів на продажу його робіт, Куш вирішив відкрити свою власну галерею в Lahaina, Гаваї, в 2001 році. І знову в нього вистачило сили волі і терпіння на те, щоб пробитися, прийти до успіху.
Зараз галерей у Куша чотири — галерея «Kush Fine Art Gallery» в Каліфорнії (Laguna Beach, California), в Лас-Вегасі (Las Vegas), і на Мауї (Maui), галерея «Kush Fine Art» (Lahaina, Hawaii) з майбутніми планами відкрити їх ще більше у всьому світі. Нещодавно художник освоїв ще одне суміжне напрям мистецтва — анімацію. Також Володимир займається скульптурою.
Коли десять років потому Кушу випала рідкісна можливість зайнятися живописом в США, він втілив давню мрію в життя і переїхав на Мауї, один з гавайських островів. Потім Куш вирішив, що прийшов час опублікувати книгу-альбом своїх робіт.
Тридцятисемирічний художник, колишній арбатский портретист, залишає свою студію і галерею, що розташовані лише в декількох кварталах від прозорих вод Тихого океану і пляжу з пальмами на Мауї, і відправляється в холодну сіру Москву.
Причина була проста. Художник розумів, що новий проект вимагатиме концентрації творчих зусиль, потоку фантазії, уяви — і Гаваї б тут не допомогли, незважаючи на всю свою красу. Кушу потрібно було знову опинитися на землі.
"Уява просто не працює там, де сонце світить так яскраво, — зазначив він, закінчуючи роботу над одним зі своїх чергових полотен. — Мені була необхідна похмура зимова Москва — і це якесь підсвідоме відчуття ".

## Пояснення стилю Володимира Куша
Полотна Куша зазвичай відносять до сюрреалістичного напрямку мистецтва, але сам художник не згоден з таким визначенням. Для його робіт характерні ясні, яскраві, чітко окреслені предмети, властиві більше реалістичному класичному жанру. Хоча нереальні ситуації і незвичайні комбінації Куша усе ж таки від сюрреалізму. Так, на одній з картин — вітряні млини з крилами метеликів, на іншій — шахова дошка, що плавно трансформується в химерні замки на краю прірви, а королі і королеви в центрі неї лише наполовину нагадують людей. На першому плані — знайомі багатьом метафоричні герої, люди ж, найчастіше безликі істоти, відіграють другорядну роль.
Куш визначає свій стиль як «метафоричний реалізм», використовуючи метафори для втілення непояснених ідей і понять, таких, як творчість або любов. За словами Куша, від сюрреалістів його відрізняють не тільки ідеологічні рамки, але і зображення реальних неспотворених предметів, відсутність в його роботах темних тонів, що надзвичайно важливо для американської аудиторії.
"Працюючи над створенням цих картин, я вперше відкрив для себе мову, яка зрозуміла багатьом людям. Я не лицемір. Я малював не просто милі, сентиментальні картинки, а намагався виразити дещо те, що сприймається і зрозуміле багатьом, те, що залишало б теплий слід у душі ".
Куш пояснює свою колишню непопулярність в США, яка застала його тоді просто зненацька, надзвичайною похмурістю своїх робіт. Цю особливість він успадкував від свого художнього минулого в Росії. За словами Куша, картини російських художників просто незрозумілі американцям — у них занадто багато чужого їм філософського і політичного сенсу. Перш за все Куш усвідомив, що незалежно від використовуваної колірної гами, російські картини справляють негативне враження на відвідувачів і тим самим відлякують. Тому на початку 90-х Куш поступово став звільнятися від похмурих тонів у своїй творчості і став опановувати новою художньою мовою — метафоричним реалізмом.